# Athemus magnius
Athemus magnius es una especie de coleóptero de la familia Cantharidae.

## Distribución geográfica
Habita en  Japón.